# Apocheiridium pelagicum
Apocheiridium pelagicum es una especie de arácnido del orden Pseudoscorpionida de la familia Cheiridiidae.

## Distribución geográfica
Se encuentra en Vietnam y Camboya.